# Bulbophyllum colomaculosum
Bulbophyllum colomaculosum là một loài phong lan thuộc chi Bulbophyllum.